# Sofie Goffin
Sofie Goffin (Merksem, 21 november 1979) is een Belgisch voormalig zwemster. 

## Internationale toernooien
| Jaar | Olympische Spelen                                               | WK langebaan                                                | WK kortebaan  | EK langebaan                                                                         | EK kortebaan  |
| ---- | --------------------------------------------------------------- | ----------------------------------------------------------- | ------------- | ------------------------------------------------------------------------------------ | ------------- |
| 1998 |                                                                 | 24e 200m vrije slag 17e 400m vrije slag 11e 800m vrije slag |               |                                                                                      | geen deelname |
| 1999 |                                                                 |                                                             | geen deelname | geen deelname                                                                        | geen deelname |
| 2000 | 20e 400m vrije slag 11e 4x100m vrije slag 12e 4x200m vrije slag |                                                             | geen deelname | 12e 200m vrije slag · 12e 400m vrije slag · 4x100m vrije slag · 4e 4x200m vrije slag | geen deelname |
| 2001 |                                                                 | 10e 200m vrije slag 12e 400m vrije slag                     |               |                                                                                      | geen deelname |

## Persoonlijke records
Bijgewerkt tot en met 16 september 2011

### Kortebaan
| Afstand         | Tijd       | Datum            | Plaats    |
| --------------- | ---------- | ---------------- | --------- |
| 200m vrije slag | 1.59,40    | 13 december 2001 | Antwerpen |
| 400m vrije slag | BR 4.08,24 | 13 december 2001 | Antwerpen |
| 800m vrije slag | 8.41,12    | 18 januari 2002  | Parijs    |

### Langebaan
| Afstand         | Tijd    | Datum           | Plaats  |
| --------------- | ------- | --------------- | ------- |
| 200m vrije slag | 2.01,03 | 26 juli 2001    | Fukuoka |
| 400m vrije slag | 4.14,64 | 27 april 2001   | Wenen   |
| 800m vrije slag | 8.50,43 | 16 januari 1998 | Perth   |